# تفنگ دراز

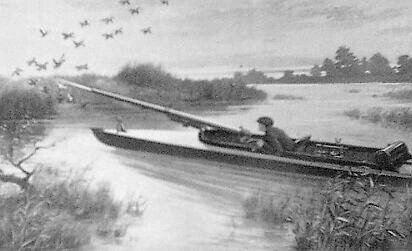
یک تفنگ دراز در حال شلیک به پرندگان

تفنگ دراز (به انگلیسی: Punt gun) نوعی تفنگ ساچمه‌ای بسیار بزرگ است که در سدهٔ نوزدهم و آغاز سدهٔ بیستم برای شلیک به تعداد زیادی از پرندگان آبزی برای عملیات برداشت تجاری استفاده می‌شد. این سلاح‌ها مشخصاً برای شلیک از روی شانه یا اغلب به تنهایی بسیار بزرگ هستند، اما برخلاف توپخانه، اسلحه‌های دراز می‌توانند توسط یک فرد از روی یک برآمدگی هدف‌گیری و شلیک شوند. در این مورد، برآمدگی معمولاً یک کشتی کوچک آبی است (به عنوان مثال، یک قایق پانت). بسیاری از مدل‌های اولیه شبیه به نسخه‌های بزرگ‌تر سلاح‌های شانه‌ای آن زمان با چوب‌های تمام قد با اندازه شانه‌ای معمولی به نظر می‌رسند. اکثر تغییرات بعدی، استوک تمام قد را حذف می‌کنند - به ویژه مدل‌های پیشرفته‌تر - و دارای سخت‌افزار نصب‌شده روی اسلحه هستند تا به آنها اجازه دهد که روی یک لولا نصب شوند.

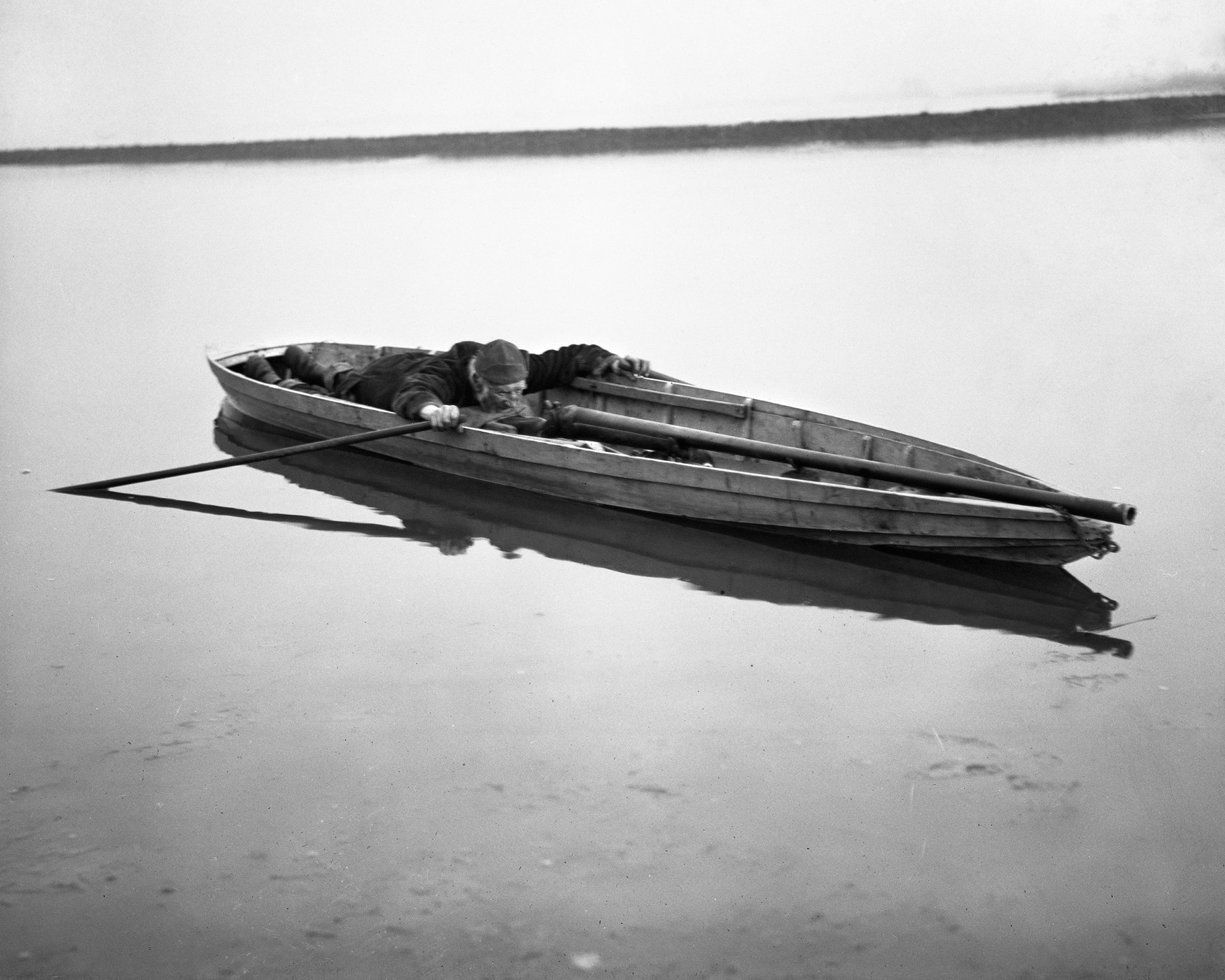
یک تفنگ دراز روی قایق

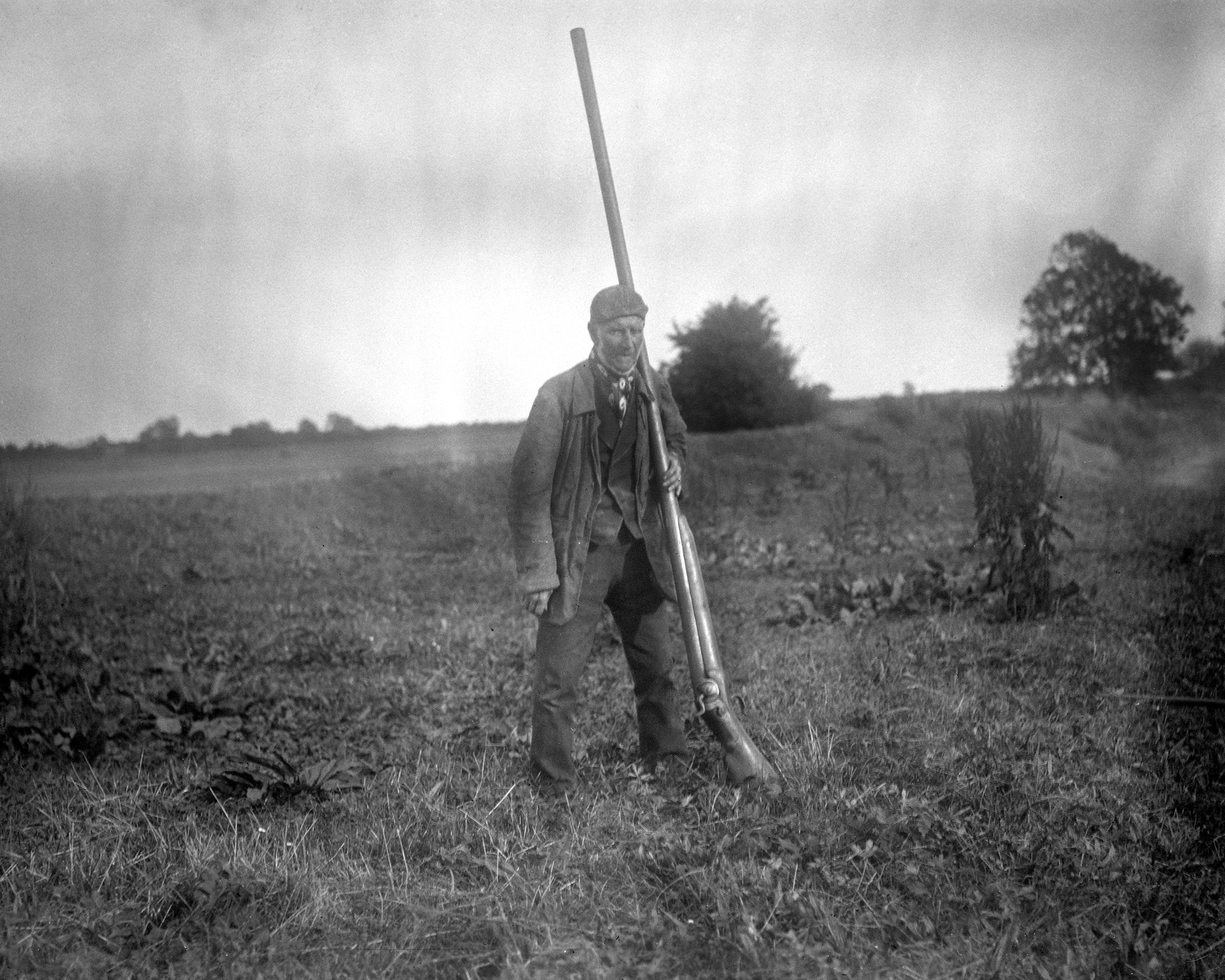
مقایسه اندازه یک مرد و تفنگ دراز